# Beauvois-en-Cambrésis
Beauvois-en-Cambrésis ist eine französische Gemeinde mit 1948 Einwohnern (Stand: 1. Januar 2022) im Département Nord in der Region Hauts-de-France; sie gehört zum Arrondissement Cambrai und zum Kanton Caudry. Die Einwohner werden Beauvoisien(ne)s genannt.

## Geographie
Beauvois-en-Cambrésis liegt etwa sieben Kilometer südöstlich von Cambrai. Umgeben wird Beauvois-en-Cambrésis von den Nachbargemeinden Boussières-en-Cambrésis im Nordwesten und Norden, Bévillers im Norden, Béthencourt im Osten, Caudry im Südosten, Fontaine-au-Pire im Süden und Südwesten sowie Carnières im Nordwesten.
Durch die Gemeinde führt die frühere Route nationale 39 (bzw. Route nationale 43; heutige Départementstraße 643).

## Bevölkerungsentwicklung
| Jahr      | 1962 | 1968 | 1975 | 1982 | 1990 | 1999 | 2006 | 2011 | 2020 |
| Einwohner | 2454 | 2286 | 2260 | 2258 | 2099 | 1994 | 2104 | 2153 | 1970 |

## Sehenswürdigkeiten
- Kirche Sainte-Anne (Steinrelief als Monument historique geschützt)
- Wasserturm